# 人類 (中土大陸)
人類（Man）或者人族在J·R·R·托爾金的《魔戒》系列和《哈比人歷險記》等眾多作品所建構出來的中土世界裡指的是一個人性化的種族。雖然哈比人有可能屬於人類的分支，而邁雅們也擁有著部分人類的特質，但人類還是明顯地有別於另外的幾個種族。因為人類是稍後時期才出現在中土世界舞台的物種，人類（努曼諾爾人除外）一般而言不論是智慧、體力、壽命，還是對自然界的反應都遠遠遜於最早誕生的精靈族，然而其適應力極強而且繁衍昌盛，使人類在第三紀元以後逐漸成為中土世界的主宰。
精靈們在昆雅語裡稱呼人類為亞塔尼（Atani），字面意思是第二族類（精靈為先）；另外亦可叫做希爾多（Hildor，意指追隨者）、阿佩諾納（Apanónar，較遲出生的）和費瑞瑪（Fírimar，易亡者和凡人）。另一款不太友善的稱號則是英格沃（Engwar，體弱多病的），因為人類面對著疾病和衰老都顯得很脆弱，而且在精靈的眼中他們的衣著普遍都十分醜陋。其中「亞塔尼」在辛達林語之中變成了「伊甸」（Edain），這個字後來慢慢地就引申到解作那些和精靈關係友好的伊甸人。辛達林語對人類的其他寫法還有Aphadrim、Eboennin以及Firebrim等。
在托爾金的作品中，習慣用「Man」中的字母「M」的大小楷來表明是否人類之差別。大楷M的「Man」意指任何人類；而小楷的「man」則更廣泛地指任何種族內的成年男性，因此以勒苟拉斯為例，準確來說應該用"a man"來代指而不應是"a Man"。

## 起源
人類是唯一的真神「眾生萬物之父」伊露維塔所創造的第二個種族，由於他們在阿爾達第三時代太陽紀才甦醒過來，要遲於第一時代巨燈紀之末的精靈甦醒，因此人類日後一直被對方稱為「後來的」（Afterborn） 。有趣的是人類卻擁有著「神賜的禮物」（gift of men）——死亡，亦可稱之為有限的生命。相反地，精靈們都是長生不朽的，換句話說即使他們的軀體在戰鬥中消逝，他們的靈魂仍然會被世間綁住而必須前往地上的曼督斯神殿（Halls of Mandos）在那裡等待釋放或者世界末日來臨，因此幾乎不老不死的精靈都對留在這個世界的時間冗長得感到疲憊不堪。而一旦人類死亡，其魂魄便會馬上從阿爾達處得到解放，開始進入另一個連維拉諸神也一無所知的新世界。

## 族群和遷移路線
雖然中土世界上的所有人類都同根同源，但由於歷史的流動他們開始發展為有著不同文化的各個族群，以下會分別介紹第一、第二及第三紀元時的重要族群。

### 伊甸人
在整個第一紀元裡伊甸人（Edain）一直在中土世界扮演著非常重要的角色，原本Edain一詞是精靈用來泛指所有人類的，後來則專指在貝爾蘭生活並且與他們合力對付魔王米爾寇的那群「精靈之友」。這個少有地能夠贏取精靈們尊重和友誼的人類部族後來漸漸分割成三個世家：
- 首先是比歐族（House of Bëor），他們早在上古太陽紀305年就進入貝爾蘭地區[5]，由於宣誓效忠於多索尼安王國的諾多族精靈費納芬皇族，因此獲得國王芬羅德·費拉剛分配采邑定居，其具體地盤是多索尼安（Dorthonion）東北部的拉德羅斯高地。

- 其次是哈麗絲族（House of Haleth），又名哈拉丁族，他們由哈達德及其女哈麗絲所帶領，在貝爾蘭東部的貝西爾森林（Brethil）過著隱世自立的生活。在女族長哈麗絲身故之後，他們亦開始自稱為哈麗絲族。與其他兩族相比，哈麗絲族的人數較為稀少，而且與精靈們的關係比較疏離。

- 第三支是哈多族（House of Hador），他們追隨首領馬拉赫來到貝爾蘭，在其後裔哈多的領導下他們發展成伊甸人中最強大的一族。第一紀元423年他們與諾多族精靈的最高君王芬國昐（Fingolfin）訂立盟約，此後整個族群便移往新領地多爾露明（Dor-lómin），從此向諾多族君王效力。後人為了紀念他們偉大的領袖遂以哈多族自居。

Atanatári 在昆雅語裡解釋為「人類之父」，很多時都拿來形容作伊甸人的祖先。有時這個字指的是第一紀元的所有伊甸人，有時只是專指比歐、哈達德和馬拉赫那一輩的伊甸人。在另一些地方則是用來指那些來自古時伊甸人領地的後裔。

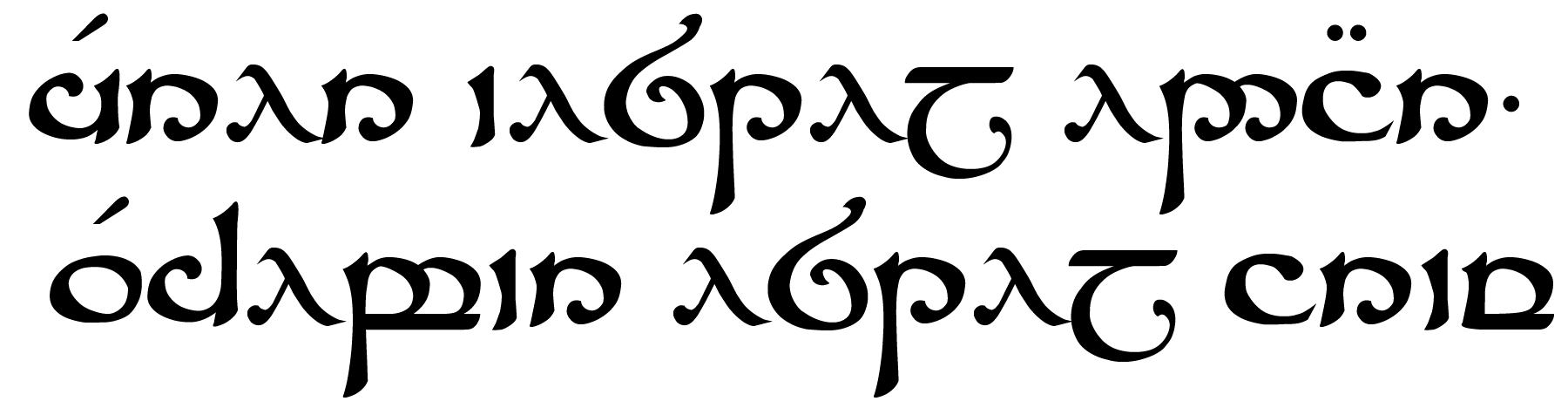
由精靈的辛達林語表達的句子，意為「我將希望給了登丹人，自己卻沒留下任何的希望」在小說原著中這句話出自亞拉岡母親吉爾蘭（Gilraen）口中，電影版本則改由愛隆王說出。

#### 登丹人
第一紀元之末，伊甸人在憤怒之戰中協助精靈和維拉諸神打倒魔王米爾寇，為了回報他們的犧牲的付出，主神賜予伊甸人一片全新的土地讓他們遠離中土的危險，那就是處於中土大陸和阿門洲之間的努曼諾爾島。伊甸人馬上便大興土木著手建造巨大的船隻，又在第二紀元元年建設大陸最西端的海港灰港岸及林頓。大部分伊甸人就此揚帆遠航，在偉大航海家埃蘭迪爾的引領下，伊甸人終於在第二紀元32年抵達「禮物之地」安多爾。其子愛洛斯建立起努曼諾爾帝國成為第一任皇帝，帝號塔爾-明亞特（Tar-Minyatur），而伊甸人也開始被改稱為登丹人（Dúnedain，意為西方之人）。
努曼諾爾帝國國勢強盛，登丹人亦成為了阿爾達中最顯貴高等人類的代名詞，同時他們再次和精靈聯合起來對抗魔王米爾寇的餘黨索倫。他們獲得精靈及維拉的指導，擁有豐富的知識、強大的力量和得天獨厚的長壽，在阿爾達中努曼諾爾的勢力只是僅次於維林諾而已。然而，腐敗也隨著莫大的權力出現，登丹人開始抗拒「人類的禮物」，死亡。他們對自己注定難逃一死的命運感到憤憤不平，並妄圖變得像精靈一般長壽，好有更長時間享受權力和財寶。努曼諾爾開始疏遠維拉眾神，又把死亡稱做「人類的厄運」，甚至對「主神禁令」不許他們前往眾神之地維林諾起了反叛之心。
第二紀元2889年，第二十任皇帝亞爾-阿登那霍即位後捨棄精靈語言，改帝號為努曼諾爾語的「西方之王」。結果不但艾達精靈與帝國斷交，還引發起嚴重的內鬨，國內人民分裂為兩派：「皇帝的人馬」是擁戴皇帝的大多數國民，他們沿用自己的阿登納克語，公開反對維拉；只有少量的「忠實者」（Faithful）以阿門迪爾（Lords of Andúnië）為首，仍然親近精靈們和艾達語。
索倫在一片混亂中趁虛而入，他雖然迫於無奈向黃金大帝亞爾-法拉松的龐大艦隊投降並被送到努曼諾爾囚禁，但他的花言巧語騙到了對方，由一介俘虜搖身一變，不但當上參議大臣還把持朝政。年老的皇帝開始感到死亡的逼近，恐懼下竟然聽信索倫唆使出兵攻打西方仙境，結果努曼諾爾島在上神的意志之下被大海吞噬，輝煌的努曼諾爾文明就此在歷史上告終。僅有的「忠實者」們由阿門迪爾之子伊蘭迪爾的帶領下逃回到中土大陸，並創立起剛鐸和亞爾諾兩個遙遙相對的登丹人王國。

##### 剛鐸

剛鐸皇室的旗幟以黑底襯托聖白樹，上有七枚星辰。

重回中土的伊蘭迪爾在兒子埃西鐸及安那瑞安的協助下，建造出兩個試圖讓流亡的登丹人重新安居樂業的國度，其中位於南方的那個便是剛鐸（Gondor）。由於劫後餘生的登丹人數量不多，儘管王國內早已有不少在努曼諾爾逼害時期逃出來的「忠實者」的後裔，但最後聯盟戰役的確使登丹人損失慘重。而王國之內亦本有不同民族定居，因此他們不得不捨棄自己的努曼諾爾血統，和外族（例如北地）的女子通婚，故此其他人族已經逐漸融入了剛鐸的後裔之中。
想不到的是通婚習慣竟會招至日後的「皇室內鬥」（Kin-strife），令一連四位航海之王包括塔拉農·法拉斯特和海爾曼達希爾一世時期的文治武功與輝煌都付之一炬，就此一蹶不振。事緣第二十一任剛鐸之王艾爾達卡正是前王與北方的羅馬尼安王女所生的混血兒，他的原名米尼薩雅（Vinitharya）也是依其母親方言而改的。因此雖然艾爾達卡是名正言順的長子和合法王位繼承人，但在南方一些省分如佩拉格、昂巴等有異心的情勢下，新王體內的混合異國血統被人大做文章，於是海軍司令兼王族成員之一的卡斯塔馬擁兵自重，受貴族們支持下篡位為王。羽翼未豐的艾爾達卡在強大叛軍的追捕下逃到北方，回來同胞所在的羅馬尼安休養生息。十年後，艾爾達卡終於在獲得北方人和內陸省份登丹人的援手下出兵討伐叛軍，親手殺死篡位者卡斯塔馬，但他的兒子和一眾黨羽卻逃之夭夭到了昂巴。
除了皇室子嗣，亦有些具登丹背景的貴族得到了封地作為捍衛剛鐸的屏障，例如剛鐸西面省份多爾安羅斯的親王印拉希爾。
而在登丹之民和他們的混血後代以外，不少身體內毫無努曼諾爾血緣的族群也屬於剛鐸人的一部分。這類人主要來自王國內的偏遠行省或封地，通常膚色較深，就好像在米那斯提力斯攻防戰上趕及增援的羅蕯那奇（Lossarnach）爵士胖子佛龍和綠丘的賀路恩（Hirluin）。此外還有曾經與亞拉岡的亡靈部隊在昂巴一起作戰，之後又率4,000士兵協防剛鐸大本營的拉密頓之王安格伯（Angbor）。

##### 亞爾諾
早在北方王國亞爾諾（Arnor）未創立之前，就已經有規模可觀的努曼諾爾殖民人口遍佈在王國所在的整個伊利雅德，於是建都立國的登丹人與當地的伊甸中民很快便繁殖出土生土長的下一代地道亞爾諾國民。
可惜伊蘭迪爾和埃西鐸的奠基的這個北方國度未能長治久安，在第十任亞爾諾君主艾蘭多駕崩之時，三位王子卻忙於兄弟鬩牆，連連衝突令整個王國分裂成三個部分：雅西頓、魯道爾、卡多蘭，三國間為了爭奪風雲頂（和其中的真知晶石）而互相攻伐內訌。經此一役，皇室血脈凋零，登丹人衰亡的過程變得更快。
就在無盡的內亂之中，伊頓荒原的安格馬巫王慢慢崛起，第三紀元1409年巫王的大軍大舉入侵，雅西頓的亞維力格一世被殺，大部分國境失守、卡多蘭滅亡但雅西頓仍苟延殘喘。1974年，安格馬發起最後的攻勢，終於征服抵抗了500多年的佛諾斯特（Fornost，雅西頓的首都）。雖然翌年剛鐸遠征軍與精靈們聯手把安格馬反攻消滅，但同年雅西頓的亞帆都王卻在福羅契爾冰灣意外溺死，其子亞拉那斯決定暫不復國，北方王國的命運正式告一段落。登丹人的數量劇減，實際的民族人口變得非常稀少，雖然皇帝的血統仍舊傳承下來，但卻變成一支行蹤詭秘莫測的流浪民族北方遊俠。
很久以後，當魔戒聖戰完結的第三紀元之末，登丹人酋長亞拉岡才重新聯合起亞爾諾和剛鐸兩個王國。

##### 黑暗努曼諾爾人
伊蘭迪爾和「忠實者」一派並非努曼諾爾島陸沉浩劫的唯一生還者。早在努曼諾爾帝國勢力的鼎盛時期，許多努曼諾爾人反過來在中土大陸開發殖民地。第二紀元的2,000年之時，出現了第一次的大規模向外移民潮，當時的努曼諾爾帝國人口已經顯得相當擁擠。「皇帝的人馬」是躊躇滿志地想征服更多土地；而「忠誠者」卻是因為一直被對方壓迫殘害而不得不離鄉別井。
早一步回到中土之「忠實者」都安頓在安都因河河口的佩拉格港，而「皇帝的人馬」則因為畏懼吉爾加拉德（Gil-galad）的威勢，而在遠遠的南方昂巴港築堡定居。努曼諾爾最終因為它的自大而遭逢滅亡命運之後，身在昂巴的遺民卻不改他們一貫對精靈或忠實者的敵意，樂於為索倫效力，並處處與伊蘭迪爾建立的新王國剛鐸作對，甚至不惜為此而親近索倫和鄰近的哈拉德林人，這些行為使他們漸漸被冠以黑暗努曼諾爾人（Black Númenóreans）之惡名。
索倫看中了黑暗努曼諾爾人對精靈及忠實者的仇恨，挑選了他們之中的一些領袖授予力量之戒，使其墮落為九戒靈之一以供自己差遣，包括巫王也是努曼諾爾的貴族之一。第二紀元末最著名的黑暗努曼諾爾人首領莫過於富努爾及赫魯莫二人，他們在哈拉德林人中掌握大權，公開於最後聯盟戰役中出兵協助索倫。另外較具傳奇色彩的是貝露庭爾王后（Queen Berúthiel），她作為族群的間諜嫁入剛鐸王室，期間沒有誕下子嗣，更在一次陰謀敗露之後被皇帝驅逐出境。
第三紀元933年，第二位航海之王埃阿尼爾一世為剛鐸征服了昂巴，四散而逃的黑暗努曼諾爾人轉而協助哈拉德林人繼續挑釁剛鐸的邊境地區。到了1050年色雅赫的剛鐸部隊渡河還擊，徹底擊潰了哈拉德威治的軍隊，從此開始對昂巴約500年時間的統治，直到1448年才因為「皇室內鬥」而有所變動。就在這段時期裡面，黑暗努曼諾爾人亦開始沉淪，部分人鬥志盡失，放棄了自己的高貴血統；部分人好勇鬥狠、自相殘殺而最終被土著野人征服消滅，總之就是全面淡出了歷史的大舞台。
來到第三紀元末期，黑暗努曼諾爾人已經幾乎埋沒於人類的記憶之中，也許只剩下很少血統純正的黑暗努曼諾爾人殘存，其中一例就是索倫之口。不過索倫之口雖然出現於黑門之戰中，但他為魔君服務的時間卻含糊不清，因為書中表示他在索倫再次轉生時效力邪黑塔，可是「再次轉生」此詞卻可解作索倫於第二紀元努曼諾爾毀滅後喪失肉身，稍後再於邪黑塔轉生，抑或第三紀元中後期索倫重聚失去至尊戒的肉身，公開重生。

##### 昂巴海盜
第三紀元1437年起「皇室內鬥」（Kin-strife）之後，敗方的卡斯塔馬之子連同餘黨困守佩拉格，之後再從海上進入昂巴退守。他們在昂巴接納和收留所有反對剛鐸的人，並與當地殘餘的黑暗努曼諾爾人透過婚姻融合起來，取替對方一直以來作為剛鐸頭號宿敵的地位，以昂巴海盜（Corsairs of Umbar）之名令人聞風喪膽。
昂巴海盜的海軍力量非常強大，劫掠範圍遠至安法拉斯，這是因為他們當初離開佩拉格之時，乃藉著掠去剛鐸的龐大艦隊才得以起行，而他們後來也一直保持著擁有強大海軍勢力的傳統。稍後，海盜們由卡斯塔馬的孫子安加麥特和山加海彥多統率多次襲擊剛鐸，先後殺害第22和24任皇帝雅達墨及米那迪爾。
海盜們與哈拉德林人雜居，努曼諾爾的血統和素質已經被消弭無存。魔戒聖戰前，亞拉岡化名索龍哲爾率領一支艦隊奇襲昂巴，格殺了昂巴港口司令，並摧毀了其主力艦隊。帕蘭諾平原戰役爆發之際，雖然昂巴實力未完全恢復，但也派出與哈拉德林人組成的聯合船隊，一共50艘戰艦及船舶掠劫蘭班寧的港口城市佩拉格，以牽制剛鐸南方領地的兵力。但海盜們被亞拉岡所帶領的亡靈部隊和各領地部隊大敗，並借用他們的船隻駛往米那斯提力斯解除魔多大軍之圍。聖戰完畢之後，昂巴歸降伊力薩王。

#### 登蘭德人與相關的民族
當伊蘭迪爾建立了北方王國亞爾諾之後，其邊界很快便擴張到了灰泛河，而南方的剛鐸也同樣地伸延至伊寧威治一帶之時。伊寧威治和敏西力亞斯開始聚集了一些伊甸人分支哈拉丁族（Haladin），他們是族中首任領袖哈達德（Haldad）的後裔，依其女兒之名自稱為哈麗絲族（House of Haleth）。人們則普遍把遷入這地之哈拉丁族另外改叫作登蘭德人（Dunlendings）。
哈麗絲族最初本來定居在森林繁茂的伊利雅德，但第二紀元時努曼諾爾人在該地大量砍伐林木以建造船隻出海，於是哈麗絲族便與努曼諾爾帝國的登丹人結怨起來。雖然兩族血源相近，但由於語言不通，登丹人並沒有意識到與對方的親屬關係。
登蘭德人後來又成為了另一牧馬民族的死對頭，原因是洛汗人在第三紀元的時候向西發展，不但入侵登蘭德，甚至在其之上建立了洛汗王國。其後登蘭德領袖費瑞卡（Freca）被洛汗的聖盔·鎚手（Helm Hammerhand）殺死，兩方積惡更深。薩魯曼趁此機會向登蘭德人許諾會將他們被驃騎國佔領的祖先根據地奉還，於是登蘭德人便加入了薩魯曼的陣容參與聖盔谷之戰。
另一方面，在白色山脈裡因背叛埃西鐸（Isildur）而被詛咒的亡靈大軍「登哈洛的亡靈」（Dead Men of Dunharrow），相信也屬於登蘭德人的一支。同樣地，居住在布理一帶的村莊居民其實主要都是登蘭德人之後代。

#### 北方人

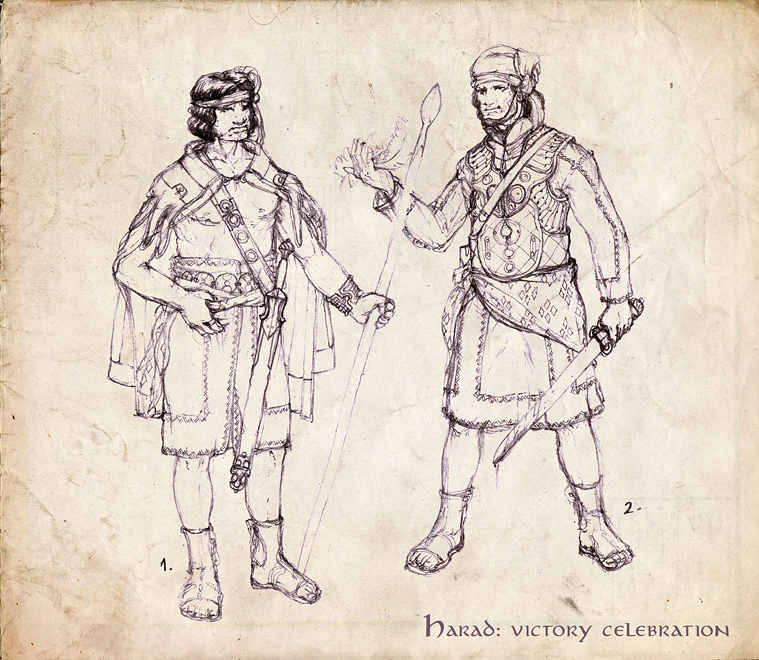
哈拉德林人的日常裝束。

所謂北方人（Northmen）由兩個主要群體組成。並非所有留在藍山山脈以東和迷霧山脈的人類都受到了米爾寇或索倫的引誘，這批人在第一紀元末的憤怒之戰過後，開始和那些不願出海前往努曼諾爾的伊甸人結集起來。他們廣泛棲息在中土大陸北部的羅馬尼安和幽暗密林一帶，並與其後由努曼諾爾重回中土的登丹人相處融洽，甚至當中很多都結成姻親和家屬，兩族人聯姻所誕下來的後代成為了剛鐸王國的核心組成部分。
羅馬尼安王國、河谷鎮（Dale）和長湖鎮（Esgaroth）是北方人重要的據點之一，而幽暗密林內的樵夫和獵人亦同樣屬於北方人。另外一個他們的分支被稱作伊歐西歐德（Éothéod），其後裔即是第三紀元時的牧馬民族洛汗人。除此之外，波寧族亦可算是北方人的其中一個分支。

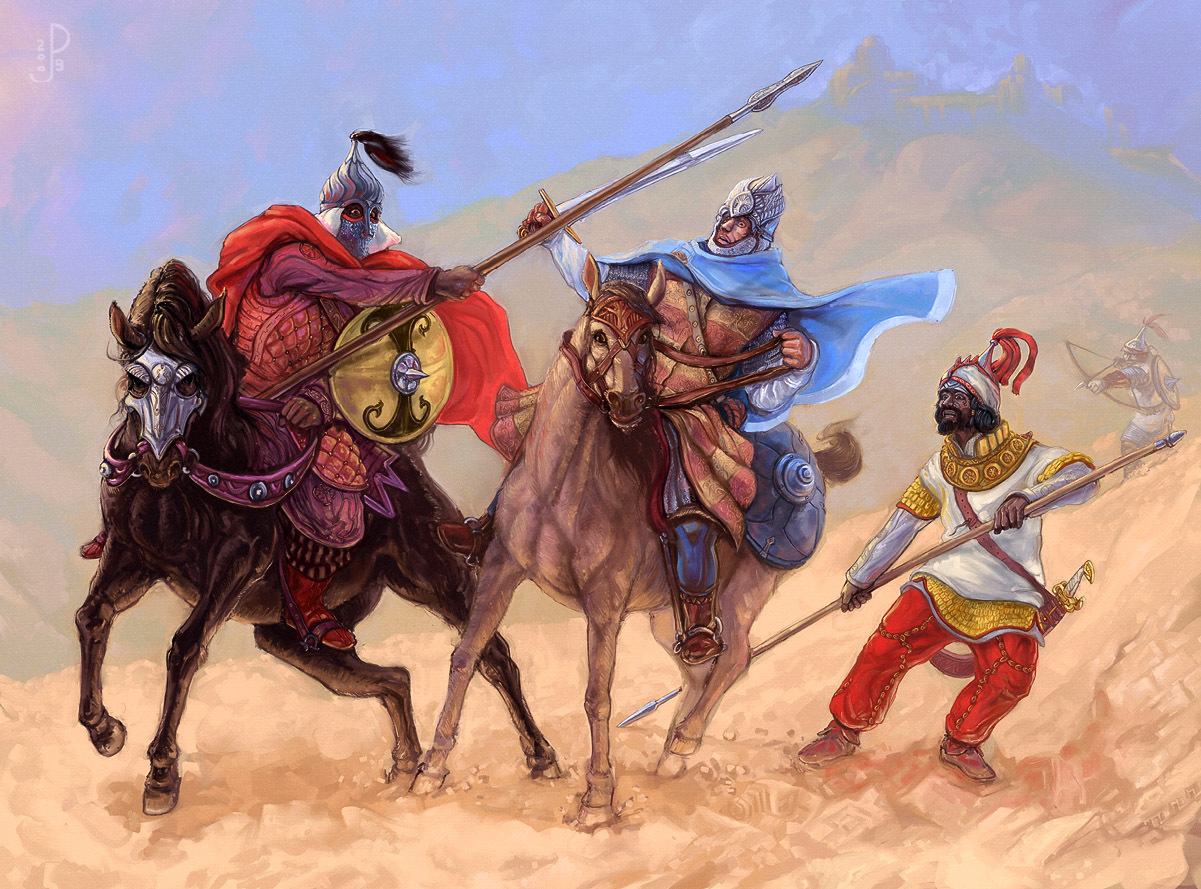
一名剛鐸騎士（穿藍色斗篷者）在哈拉德遭南蠻人追捕的情形。

### 哈拉德林人
在昂巴以東、魔多以南的一大片廣闊土地哈拉德威治住了另一個民族，他們是哈拉德林人（Haradrim），又被叫作南蠻（Southrons）或南方人（Men of the South）。哈拉德林人皮膚黝黑，因生性好戰而受僱為傭兵，在戰場上他們配備象牙號角、騎在巨型猛獁上作戰。
哈拉德林人在第二紀元時和努曼諾爾人斷交，原因是對方透過昂巴向哈拉德威治的各部落收取巨額稅款，之後哈拉德林人就轉投索倫的陣營，並與精靈及人類最後同盟針鋒相對。在第三紀元，哈拉德林人處處與剛鐸為敵，互相殺戮，但在1050年開始被對方海爾曼達希爾一世和二世出征鎮壓之後勢力大減，卻未有放棄繼續小規模地侵擾剛鐸的周邊地區。唯一兩次聲勢最大的入侵，就是第三紀元中期聯合戰車民入侵南剛鐸，及中後期於波洛斯渡口與剛鐸及洛汗聯軍的戰爭。
在魔戒聖戰時期，昂巴和哈拉德都因為剛鐸的衰弱而毫無抑制地放任起來，因而令來自南方的威脅日漸告急。很多的哈拉德林人都投入到索倫旗下作戰，不過托爾金仍然強烈地暗示指他們如同東方人一樣，都是在受索倫欺詐哄騙和非常不願意的情況下才淪為其走卒犬牙。

### 東方人
魔苟斯和索倫軍隊中的戰鬥主力是被稱為東方人（Easterlings）的民族，他們來自魔多以北的盧恩內海地區，體型高大、肌肉結實，擁有棕褐色的皮膚和黑頭髮、黑眼晴。
第一紀元，一些東方人的部落在仍未誤入歧途之前是向貝爾蘭的精靈王國效忠的，其中最強悍的族長是波爾及烏格番和他們各自的兒子。然而第一紀元太陽紀472年，精靈們在「無盡的眼淚」、慘烈的尼南斯·阿農迪亞德戰役裡任用東方人為援手，邀請他們加入梅斯羅斯聯盟，詎料惹來了災難性的結果。因為烏格番與兒子烏多（Uldor）甘願成為魔苟斯的間諜，並在戰況最激烈之時倒戈叛變，由山上向平原發動突襲。而忠誠的波爾一族卻未有改變對精靈和伊甸人的承諾，在聯軍潰不成軍的情況下英勇地戰死沙場。

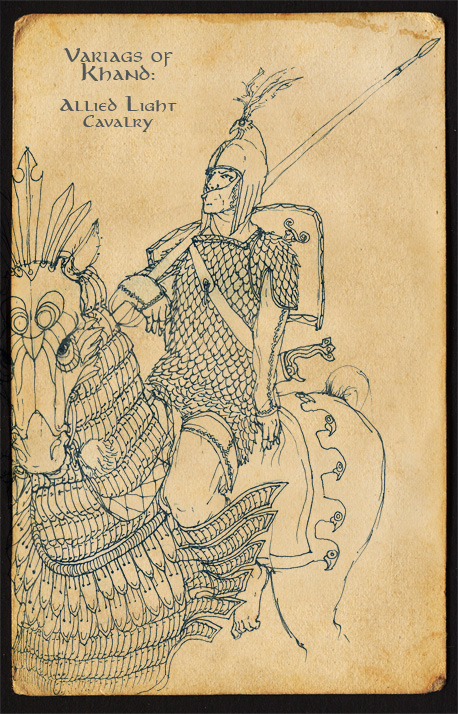
東方人的分支：侃德維瑞亞人。

在魔苟斯失敗之後，索倫保持著對東方人的影響力。雖然索倫在第二紀元之末被精靈及人類最後同盟擊倒而暫時銷聲匿跡，但被索倫鼓動的東方人沒有停住，反而開始公然與登丹人的國度為敵，終於在第三紀元的492年首次入侵剛鐸。第一次入侵被羅曼達希爾一世擊退，東方人便於541年捲土重來順利殺害了羅曼達希爾一世，但又招致其子圖倫拔凌厲的復仇，經過連番廝殺之後一大片東方和北方的土地（包括羅馬尼安）被置入王國的新國境之內。因此在接下來的好幾百年裡，東方人只有乖乖地馴服在剛鐸皇帝腳下。
直到第三紀元1850開始，隨著剛鐸的實力江河日下東方人又變得不安分守己起來，除了伊西力安有剛鐸的北方人盟友拚死保全之外，整個安都因河東岸都已經由東方人牢牢控制住。
此時東方人也分別發展成三個不同支葉，包括：戰車民（Wainriders）、畢額丘斯人（Balchoth）和侃德維瑞亞人（Variags of Khand）。
戰車民乃當中最叫人不戰而慄的。他們是由多個部落組成的聯邦，武器和盔甲精良、體格強壯之餘，更會駕駛巨型的戰車在戰場上奔馳。1856年至1944年間戰車民持續地對剛鐸構成嚴重的威脅，很大程度上耗盡了王國僅存的國力。1944年，戰車民在野營之戰被埃阿尼爾二世的軍隊突襲全殲，戰車民覆滅，剛鐸終消除此百年大患。
戰車民的倒台為剛鐸嬴取500年的和平時間，卻來到攝政王西瑞安的漫長統治時，畢額丘斯人取而代之成為新的大敵。他們連結迷霧山脈的半獸人，於安都因河邊大造船隻，準備由北邊侵略卡蘭納宏。西瑞安派出大量使者往伊歐西歐德求援，終於爭得年少伊歐的馳援。西瑞安在凱勒布蘭特平原上吃敗仗，但伊歐西歐德的騎兵及時趕至，兩線夾擊下摧毀了畢額丘斯人的軍隊，剛鐸再次轉危為機。
自畢額丘斯人的侵入失敗後，東方人入侵要延至魔戒聖戰才再度發生。帕蘭諾平原戰役爆發之時，東方人仍舊是索倫手下最狂暴強悍的戰士之一。而且他們人多勢眾，進圍孤山與河谷鎮，若非索倫的滅亡使他們士氣大損而遭到反攻擊敗，他們可能會成功突破孤山的防禦，南下把魔戒聖戰的成果毀於一旦。第四紀元時，剛鐸在人皇統治下復興，東方的敵人則勢力衰退，被洛汗與剛鐸人所打敗。

### 督伊頓野人
另一個較原始的人類族群是督伊頓人（Drúedain），又名沃斯人，是一個從遠古遺留下來的少數民族部落。與其他人種相比他們身形矮小而且駝背，從人類及精靈的角度來說，他們的外貌看起來不甚討好。督伊頓人擁有神奇的本事，能夠造出栩栩如生的雕像，在《未完成的故事》中更有一則故事講述他們能把力量轉移至雕像上。而且，他們也可以坐下沉思一段很長的時間，沉思時看起來如同一座雕像。他們的耐力亦匹敵於矮人，外表身高也接近矮人，不過對半獸人的痛惡絕對不輸任何一族。儘管他們很強悍，但是他們比較其他同族來說是較短命。
他們自稱為Drughu，但哈拉丁族叫他們作Drûg，而辛達林語中是Drû（眾數時作Drúin,Drúath）。後來精靈了解到他們是盟友，且極其痛恨半獸人，於是加上指稱人的後綴adan而成為Drúadan（眾數時便是 Drúedain）。
督伊頓人在第一紀元時候少部份族人隨哈拉丁族遷移至貝爾蘭，但大部份仍避居於白色山脈之中。遷移至貝爾蘭的人都站在精靈一方抵抗魔苟斯的權勢，結果如同其他伊甸人一樣死傷慘重。不過他們亦獲得維拉的獎賞，得以搬遷至努曼諾爾島上。可是督伊頓人享受了這個賞賜幾百年後開始感到不安，在努曼諾爾人開始航海返回中土時，島上的督伊頓人懇求那些航海家們不要再出海，結果徒勞無功。於是他們在不安驅使下，乘船陸陸續續回到中土，至努曼諾爾末日降臨時島上的督內丁人早已全部逝去或遷離，返回中土的督內丁人也從此隱遁於歷史洪流中，登哈洛（Dunharrow）的遺跡或許是他們曾居住該地的證據。　
至於未有進入貝爾蘭的督伊頓人，他們被後來來到貝爾蘭的黑暗人類大肆逼害，幾至滅絕。殘存的督伊頓人遷移至艾辛河（Isen）至關絲洛河（Gwathló）之間，靠捕漁捕鳥維生。努曼諾爾人返回中土建立海岸殖民地時，督伊頓人恐懼他們，並避居於從未被努曼諾爾人佔領過的安德拉斯（Andrast）的海角地帶。

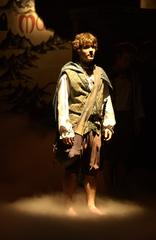
哈比人可能是中土人類的分支和近親。

到了第三紀元末的時候，這些野人散居在洛汗境內的督伊頓森林（Drúadan forest，因他們而得名），雖然為數不多但都非常熟稔森林生活，可以在林中靠鼓聲來傳遞訊息。少量的督伊頓人也繼續在海角地帶居住。他們非常憎恨半獸人的入侵，因此常以毒箭還擊。可惜令人痛心的誤會卻時有發生，他們經常被洛汗的獵人當成是野獸而誤殺掉。
在魔戒聖戰裡面，督伊頓野人於帕蘭諾平原戰役中對洛汗國的支援發揮了關鍵的作用，他們帶來了魔多大軍的消息，還引領洛汗的部隊避開叢林裡的陷阱、半獸人，經由殘破失修的古道快速穿過本來茂密崎嶇的林區。當洛汗的騎兵部隊在次日破曉時份於戰場衝刺之時，索倫大軍根本就沒料到他們會出現。
為了感激野人們的協助，希優頓承諾全面停止捕殺他們。而在索倫倒台之後，伊力薩王亞拉岡也同意督伊頓森林將在第四紀元後永久屬於督伊頓野人。

### 哈比人
與其將哈比族定義為人類的分支，倒不如把他們當成另一個種族比較妥當。雖然如此，他們在身體特徵、血統、語言、生活習慣各方面都和人類非常地接近，至少遠比精靈和矮人接近人類。可想而知兩者是在漫長的進化過程中逐漸變得疏遠了，當中的實情就只保留在極少數鮮為人知而且隱晦模糊的精靈文獻之中。哈比人首次出現在其他種族的歷史記錄裡，已經是第三紀元時的事了。

### 其他人種
在托爾金作品中，有輕輕帶過其他人種。他們在中土大陸的歷史上只佔很小部份，舉例說如羅索斯雪地人（Lossoth）。他們是居住於佛洛威治（Forodwaith）的人類，主要集中於遙遠北方的福羅契爾冰灣。他們是擁有神奇力量的山中野民的後裔，是安格馬的人民，對巫王又敬又畏。不過他們對於登丹人沒有太大敵意，甚至曾出於同情協助雅西頓國王亞帆都和他的戰士渡過嚴冬。
他們可能也有預知能力或直覺，因為他們曾警告亞帆都不要登上救援的船隻，建議應等到夏天巫王的力量稍弱時才離開。亞帆都沒有聽從，結果船隻撞到冰山沉沒，無人生還。

## 重要的人類人物

### 第一紀元
- 貝倫，巴拉漢之子
- 哈麗絲，哈拉丁族的女首領
- 圖林（圖倫拔），胡林之子
- 圖爾，胡爾之子

### 第二紀元
- 努曼諾爾亡國之君：亞爾-法拉松
- 亞爾諾和剛鐸王國的建立者：伊蘭迪爾及其子，埃西鐸與安那瑞安兄弟

### 第三紀元
重要之哈比人見諸 哈比人列表
- 伊力薩王亞拉岡，亞拉松之子
- 攝政王迪耐瑟二世，及其子波羅莫和法拉墨
- 洛汗國王希優頓，及其外甥兄妹伊歐墨和伊歐玟
- 督伊頓野人首領剛布理剛
- 殺死惡龍史矛革的弓箭手巴德
- 讒臣葛力馬·巧言
- 索倫之口

### 第四紀元
- 艾達瑞安，亞拉岡之子

## 外部連結
- （英文）The history of Middle-Men of Middle-earth
- （英文）The history of Dark Men of Middle-earth
- （繁體中文）Talking about Tolkien